# St. Verena (Wollerau)

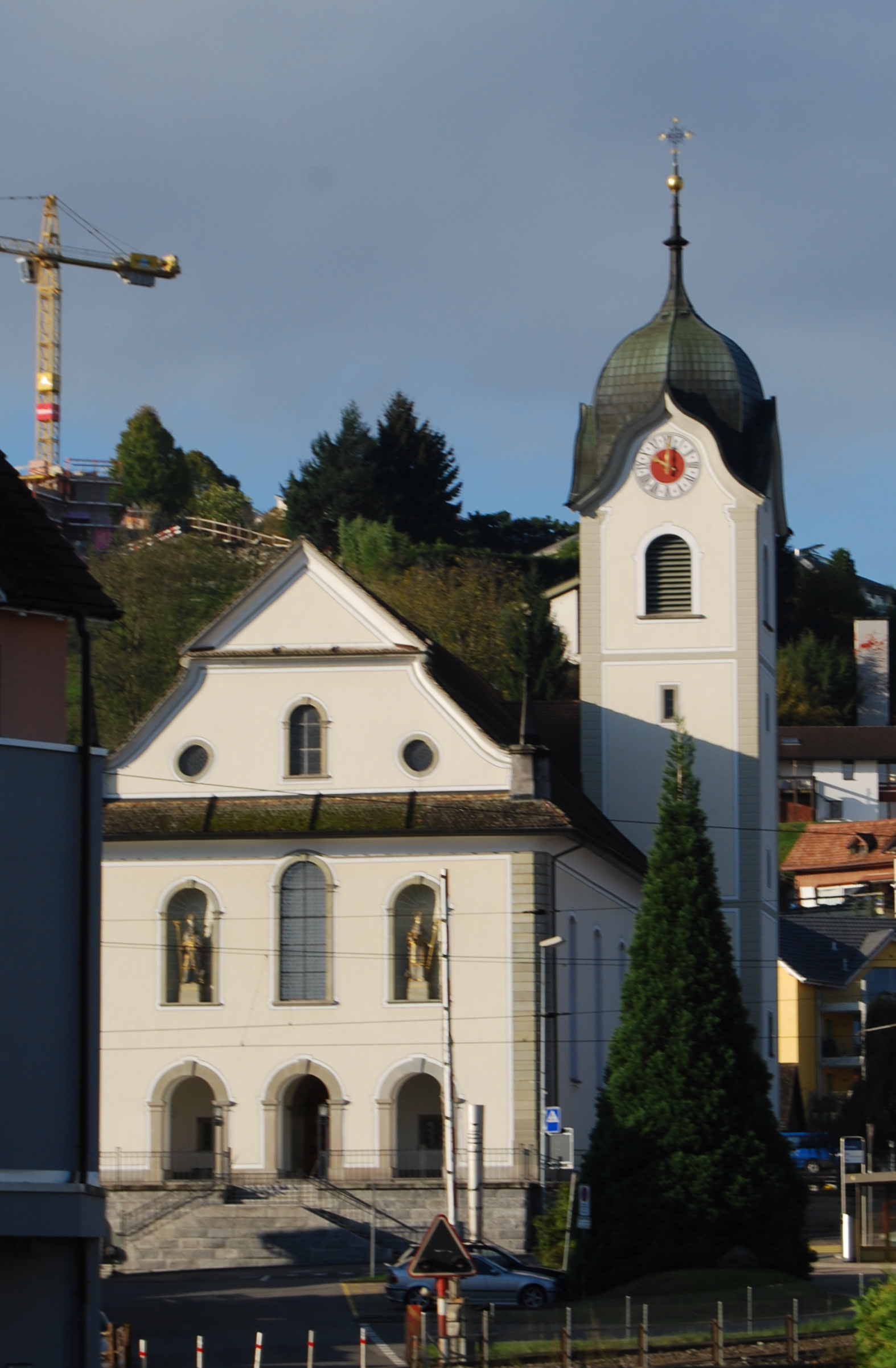
Kirche St. Verena

Die katholische Pfarrkirche St. Verena in Wollerau im Bezirk Höfe des Schweizer Kantons Schwyz ist der heiligen Verena geweiht. Kirche und gleichnamige Kirchengemeinde gehören zum Seelsorgeraum Berg im Bistum Chur.
Der jetzige Kirchenbau entstand gegen Ende des 18. Jahrhunderts.

## Geschichte
Im Abgabenbuch des Bistums Konstanz wurde im Jahr 1370 erstmals eine Marienkapelle in Wollerau erwähnt. Ursprünglich gehörte die Kaplanei Wollerau zur Pfarrei Richterswil. Nach der Reformation erhob der Bischof von Konstanz 1536 Wollerau zur eigenständigen Pfarrei. 1779 begann der damalige Pfarrer Joseph Franz Kümin für ein Pfarrhaus und den Kirchenneubau Geld zu sammeln. Am 30. Juli 1787 wurde die Kirche in ihrer heutigen Form geweiht.
Die Kirche entstand während der Amtszeit des Einsiedler Abtes Beat Küttel, eines Kritikers von Reformation und Aufklärung. Wie die 1785 geweihte Kirche St. Jakobus in Feusisberg zeichnet sich die Kirche Wollerau durch ein spezielles ikonographisches Programm aus, das die Kernelemente der katholischen Lehre in Abgrenzung zu den reformierten Nachbargemeinden im Kanton Zürich darstellt.

## Lage und Äusseres
Die Pfarrkirche liegt am zentralen Kreisverkehr im alten Dorfkern von Wollerau. Eine achtkantige Zwiebelhaube über vier Giebeln krönt den Kirchturm. Die Spitze ist mit Kreuz und Turmkugel besetzt.
Glocken
Im Kirchturm hängt ein sechsstimmiges Glockengeläut, dessen wertvollste zwei Glocken vom 1754 aus dem ehemaligen Kloster Salem kamen, dessen Glocken nach der Aufhebung des Klosters an verschiedene Kirchen in Süddeutschland und der Schweiz weggegeben wurden.
| Glocke | Name                            | Gussjahr | Giesser                      | Gewicht  | Schlagton |
| ------ | ------------------------------- | -------- | ---------------------------- | -------- | --------- |
| 1      | Dreifaltigkeitsglocke           | 1966     | Emil Eschmann, Rickenbach TG | 3420 kg0 | b°        |
| 2      | Marienglocke                    | 1754     | Franz Anton II. Grieshaber   | 1493 kg0 | d′        |
| 3      | Benedikt- oder Bernhardglocke   | 1754     | Franz Anton II. Grieshaber   | 794 kg   | f′        |
| 4      | St. Josephs- oder Betzeitglocke | 1902     | H. Rüetschi, Aarau           | 738 kg   | g′        |
| 5      | Wetterglocke                    | 1902     | H. Rüetschi, Aarau           | 436 kg   | b′        |
| 6      | St. Verena- oder Totenglocke    | 1966     | Emil Eschmann, Rickenbach TG | 303 kg   | c″        |

## Innenraum

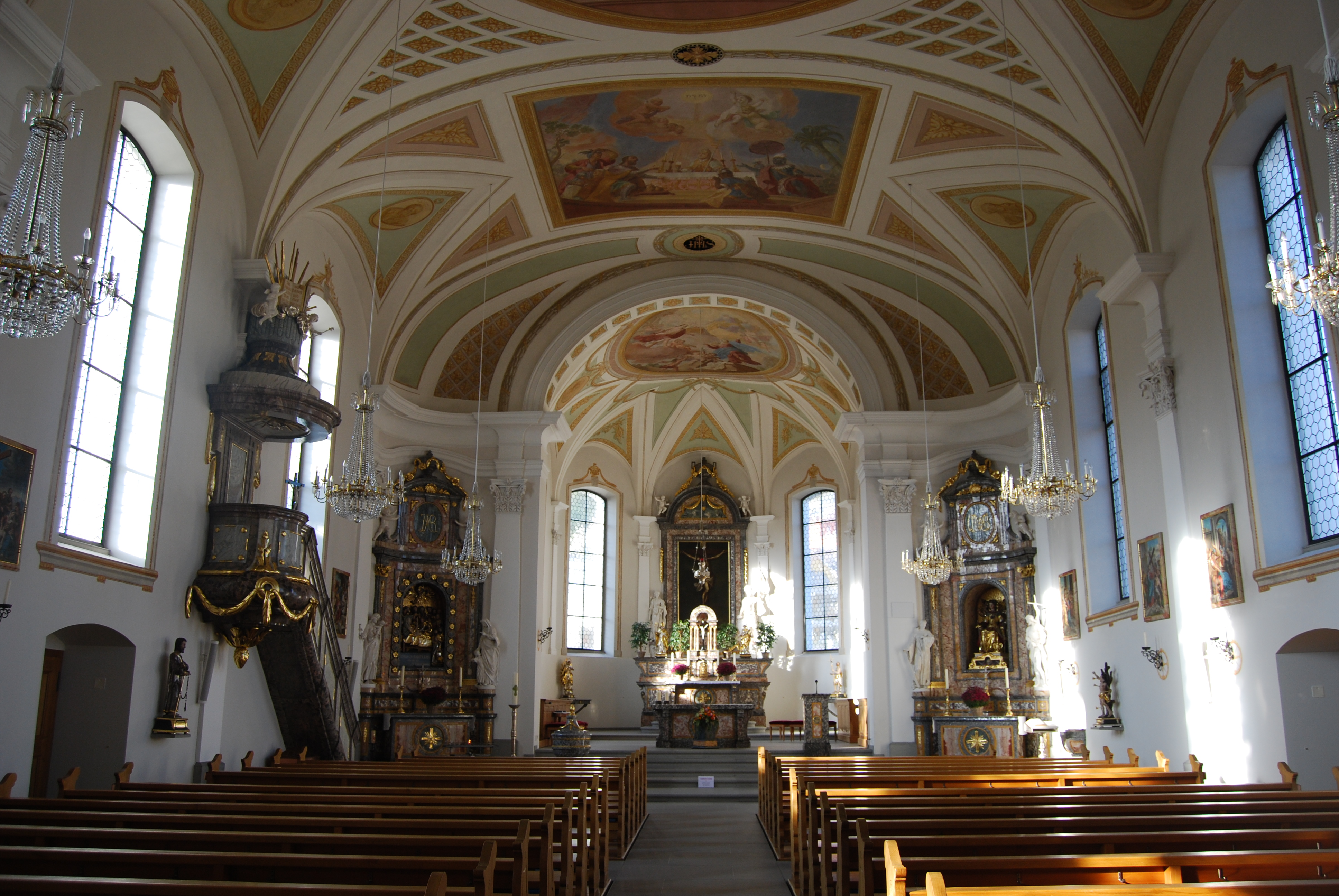
Innenraum

Stilistisch ist der festliche Innenraum zwischen Spätbarock (Segmentbogenfenster, Pilaster, Orgelprospekt, Fresken) und Klassizismus (Altäre, Kanzel, Taufstein, Kreuzweg) einzuordnen.
Die Deckenmalerei geht auf Johann Georg Mesmer und seinen Sohn Josef Anton Mesmer zurück. Alt- und neutestamentliche Motive werden dabei gegenübergestellt. Vorne im Chorraum ist die Himmelfahrt und die Krönung Mariens zu sehen. Das Fresko vor dem Chorbogen stellt die Verehrung der Eucharistie auf allen Erdteilen dar. Eucharistie und Marienverehrung sind Kernelemente der katholischen Lehre und stehen hier in deutlicher Abgrenzung zur Lehre der reformierten Nachbarschaft im Zentrum des Bildprogramms.

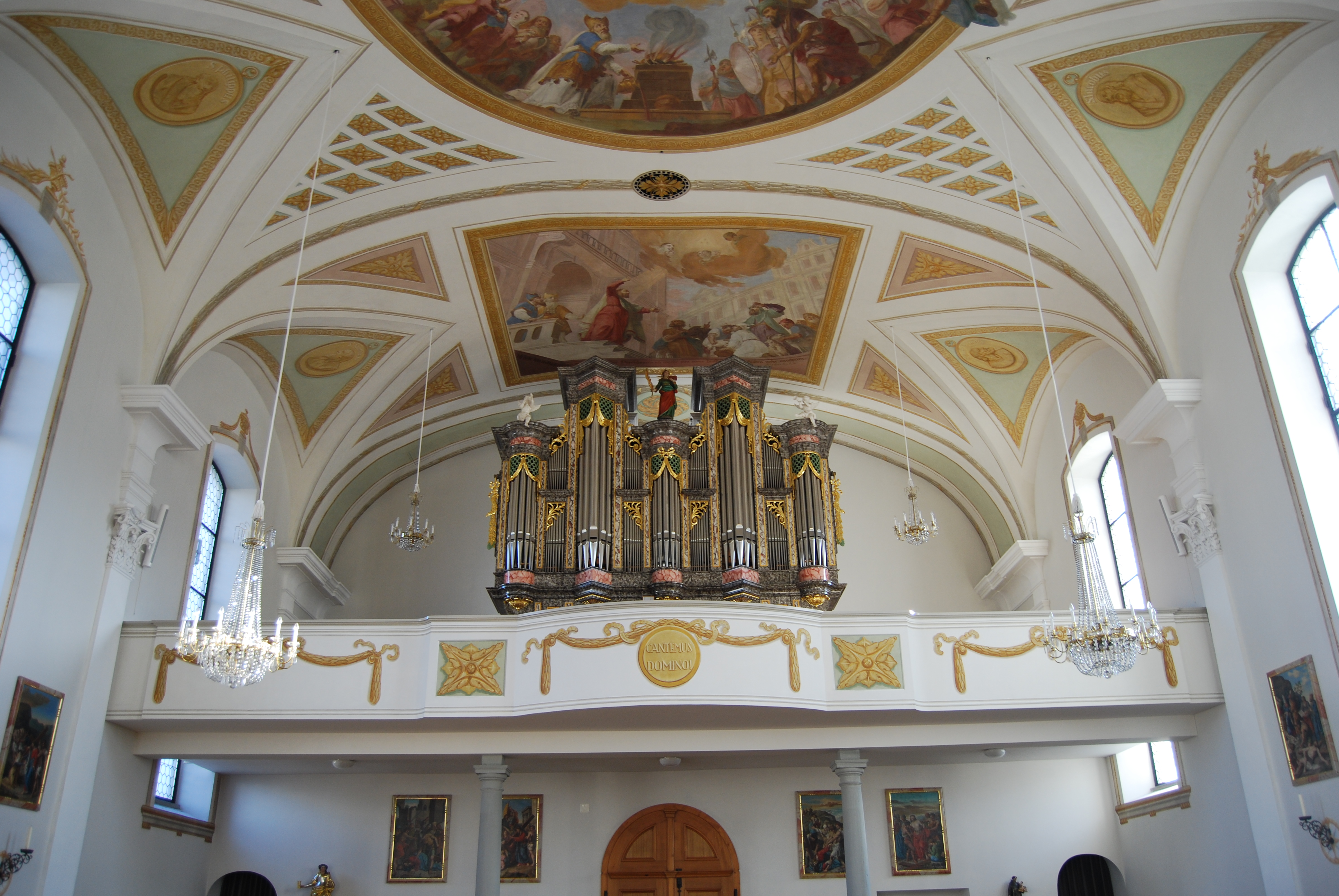
Empore mit Orgel

Die Wollerauer Altäre wurden vom Tessiner Meister Giudici aus Saltrio gefertigt. Der Hochaltar kann eindeutig dem Klassizismus zugeordnet werden, während die beiden Seitenaltäre noch deutliche Züge des süddeutschen Rokoko aufweisen. Im rechten Seitenaltar sind die Reliquien der Katakombenheiligen Kolumba von Sens aufbewahrt. Die farbvollen mit Marmor verblendeten Altäre prägen den Kirchenraum massgeblich. Vor allem auch der Hochaltar, über dem ein Kreuzigungsgemälde des Luzerner Künstlers Josef Reinhard zu sehen ist.
Die Orgel auf der Empore im hinteren Teil der Wollerauer Pfarrkirche ist ein Werk der Manufaktur Orgelbau Mathis aus dem Jahr 1987. Sie umfasst 28 Register auf zwei Manualen und Pedal (Orgel)|Pedal. 1998 und 2013 wurde das Instrument jeweils einer Revision unterzogen. Das unmittelbare Vorgängerinstrument stammt aus dem Jahr 1934 und wurde von der Orgelbau Willisau gefertigt. Diese Orgel hatte 27 Register.

## Nachweise
1. ↑  SRF – Glocken der Heimat: Wollerau, St. Verena
2. ↑  Orgelverzeichnis Schweiz und Liechtenstein: Kath. Pfarrkirche St. Verena, Wollerau

Koordinaten: 47° 11′ 45,4″ N, 8° 43′ 8,5″ O; CH1903: 697022 / 228013